# Parawillemia pampeana
Genre
Espèce
Parawillemia pampeana, unique représentant du genre Parawillemia, est une espèce de collemboles de la famille des Hypogastruridae.

## Distribution
Cette espèce est endémique d'Argentine.

## Étymologie
Son nom d'espèce lui a été donné en référence au lieu de sa découverte, la province de La Pampa.

## Publication originale
- Izarra, 1975 : Los colembolos del departamento de Caleu-Caleu, provincia de La Pampa, Argentina. Physis Buenos Aires (Sect C), vol. 34, no 88, p. 91-96.